# Lucban
Lucban is een gemeente in de Filipijnse provincie Quezon op het eiland Luzon. Bij de laatste census in 2010 telde de gemeente bijna 47 duizend inwoners.

## Geografie

### Bestuurlijke indeling
Lucban is onderverdeeld in de volgende 32 barangays:
| - Abang - Aliliw - Atulinao - Ayuti - Barangay 1 - Barangay 2 - Barangay 3 - Barangay 4 - Barangay 5 - Barangay 6 - Barangay 7 | - Barangay 8 - Barangay 9 - Barangay 10 - Igang - Kabatete - Kakawit - Kalangay - Kalyaat - Kilib - Kulapi - Mahabang Parang | - Malupak - Manasa - May-It - Nagsinamo - Nalunao - Palola - Piis - Samil - Tiawe - Tinamnan |

## Demografie
Lucban had bij de census van 2010 een inwoneraantal van 46.698 mensen. Dit waren 1.082 mensen (2,4%) meer dan bij de vorige census van 2007. Ten opzichte van de census van 2000 was het aantal inwoners gegroeid met 7.864 mensen (20,3%). De gemiddelde jaarlijkse groei in die periode kwam daarmee uit op 1,86%, hetgeen lager was dan het landelijk jaarlijks gemiddelde over deze periode (1,90%).

De bevolkingsdichtheid van Lucban was ten tijde van de laatste census, met 46.698 inwoners op 130,46 km², 357,9 mensen per km².

## Geboren in Lucban
- Angel Lagdameo (1940-2022), rooms-katholiek geestelijke; 2000-2018 aartsbisschop van Jaro